# Max Svensson Río
Max Svensson Río (Barcelona, 8 de noviembre de 2001) es un futbolista español que juega como delantero en el Casa Pia A. C. de la Primeira Liga. Es hijo del legendario jugador de balonmano sueco Tomas Svensson.

## Trayectoria
Nacido en Barcelona, se trasladó a Hamburgo a los seis meses de edad, pero regresó a España en 2005 viviendo en Pamplona y Valladolid hasta volver a su ciudad natal por su cuenta en 2012. Se formó en las canteras del F. C. Barcelona, C. F. Gavà y U. E. Cornellà antes de unirse al R. C. D. Espanyol en 2018.
Ascendió al filial del Espanyol en la temporada 2020-21 y debutó el 18 de octubre de 2020 sustituyendo a Jofre Carreras en una victoria por 2-1 frente a la A. E. Prat en la extinta Segunda División B. Anotó sus primeros goles seis días después, marcando un doblete en el empate por 2-2 frente al F. C. Andorra.
Debutó con el primer equipo del Espanyol el 16 de diciembre, sustituyendo a Wu Lei en una victoria por 1-0 frente a la U. E. Llagostera en Copa del Rey. Su debut en liga llega el siguiente 31 de enero cuando entró como sustituto de Nico Melamed en una derrota por 2-3 frente al Rayo Vallecano en la Segunda División. En la temporada 2021-22 también jugó otros dos encuentros más de Copa del Rey con el primer equipo.
El 1 de septiembre de 2022 se anunció su fichaje como cedido por el R. C. Deportivo de La Coruña. En agosto del año siguiente volvió a ser prestado, en esta ocasión al C. A. Osasuna "B" por dos temporadas. En el tramo final de la primera de ellas debutó con el primer equipo en un partido de la Primera División ante el R. C. D. Mallorca. Después de la primera campaña de cesión, regresó al R. C. D. Espanyol, que lo acabó traspasando al Casa Pia A. C. portugués.

## Clubes
| Club                                  | País     | Año       | Partidos | Goles |
| ------------------------------------- | -------- | --------- | -------- | ----- |
| R. C. D. Espanyol "B"                 | España   | 2020-2023 | 59       | 12    |
| R. C. D. Espanyol                     | España   | 2020-2022 | 6        | 1     |
| R. C. Deportivo de La Coruña (cedido) | España   | 2022-2023 | 29       | 5     |
| C. A. Osasuna "B" (cedido)            | España   | 2023-2024 | 34       | 9     |
| C. A. Osasuna (cedido)                | España   | 2024      | 1        | 0     |
| Casa Pia A. C.                        | Portugal | 2024-     | 26       | 3     |